# Джерело № 1 (Виноградів)
Джерело № 1 — гідрологічна пам'ятка природи місцевого значення. Об'єкт розташований на території Виноградівського району Закарпатської області, м. Виноградів, ДП «Виноградівське ЛГ», Виноградівське лісництво, квартал 15, виділ 14.
Площа — 0,5 га, статус отриманий у 1984 році.
Охороняється джерело гідрокарбонатно-кальцієво-магнієвої води. Загальна мінералізація — 0,39 г/л. Вода придатна для лікування захворювань органів травлення.